# Kairuku waitaki
Кайруку Вайтакі (Kairuku waitaki) — викопний вид птахів роду Кайруку із родини пінгвінових, знайдений у Новій Зеландії (Kokoamu Greensand). Родова назва походить від маорійського слова «кайруку», яке означає «пірнальник, що повертається за їжею». Видова назва походить від імені округу Вайтакі. Жив 27-25 млн років тому.

## Опис
Для відновлення вигляду стародавнього водоплавного гіганта біологи використовували два з трьох скелетів, знайдених у 1977 році. Мали незвичайну форма тулуба, яка значно відрізняється від усіх сучасних пінгвінів і їх вимерлих родичів. Мав струнке тіло, довгі плавці, короткі та товсті гомілки та лапи. Його зріст сягав 127 см. Крім особливої форми тіла, цей пінгвін відрізнявся відносно довгим дзьобом і шиєю, як у сучасних бакланів. Дзьоб цього виду на відміну від Kairuku grebneffi мав вигнутий кінець.

## Спосіб життя
Значний час проводив у морі. Від ворогів також ховався серед брил на скелястих ділянках суходолу, що переривався морем. Був вправним плавцем та пірнальником. Живився рибою та молюсками.

## Поширення
Був поширений на території сучасної Нової Зеландії.